# Babilonija
Babilonija (asirski: Karduniaš, staroegipatski: Sangar) bila je država i kulturno područje u Mezopotamiji u razdoblju između 1900. pr. Kr. ili 1800. pr. Kr. pa do propasti 539. pr. Kr. Nalazila se na donjem toku rijeka Eufrat i Tigris, otprilike između današnjeg iračkog grada Bagdada i Perzijskog zaljeva. Kulturni centar područja bio je grad Babilon, a tijekom postojanja osvajali su ga i njime vladali vladari više raznih plemena.

## Povijest
Povijest Babilonije započinje propašću sumerske civilizacije u koja se u to doba sastojala od niza gradova-država, bez neke snažnije središnje vlasti, a bila je obilježena stalnim borbama za prevlast među vladarima. Usto, bili su suočeni nadiranjem semitskih naroda. S jedne strane pristizali su Amorićani, a s druge su ih pritiskali Elamiti.